# Bob Hansen
Robert Louis "Bob" Hansen II (ur. 18 stycznia 1961 w Des Moines) – amerykański koszykarz, występujący na pozycji rzucającego obrońcy, mistrz NBA z 1992 roku, sprawozdawca sportowy.

## Osiągnięcia
NCAA
- NCAA Final Four (1980)[2]

NBA
- Mistrz NBA (1992)[1]
- Zawodnik Tygodnia NBA (6.03.1988)[3]
- Uczestnik konkursu rzutów za 3 punkty (1990)[3]
- Lider play-off w skuteczności rzutów za 3 punkty (1988)[4]

Inne
- Wybrany do Galerii Sław Sportu Stanu Iowa (1999)[2]

Reprezentacja
- Mistrz świata U–19 (1979)[5]